# Агнєшка Вєщек
Агнєшка Ядвіга Вєщек-Кордус (пол. Agnieszka Jadwiga Wieszczek-Kordus, 22 березня 1983) — польська борчиня вільного стилю, чотириразова бронзова призерка чемпіонатів Європи, чемпіонка світу серед військовослужбовців, бронзова призеркаОлімпійських ігор.

## Спортивні результати на міжнародних змаганнях

### Виступи на Олімпіадах
| Змагання                    | Збірна | Вагова категорія          | Місце  |
| --------------------------- | ------ | ------------------------- | ------ |
| Літні Олімпійські ігри 2008 | Польща | жіноча боротьба, до 72 кг | Бронза |
| Літні Олімпійські ігри 2016 | Польща | жіноча боротьба, до 69 кг | 15     |
| Літні Олімпійські ігри 2020 | Польща | жіноча боротьба, до 68 кг | 16     |

### Виступи на Чемпіонатах світу
| Змагання                        | Збірна | Вагова категорія          | Місце |
| ------------------------------- | ------ | ------------------------- | ----- |
| Чемпіонат світу з боротьби 2005 | Польща | жіноча боротьба, до 72 кг | 12    |
| Чемпіонат світу з боротьби 2006 | Польща | жіноча боротьба, до 67 кг | 8     |
| Чемпіонат світу з боротьби 2007 | Польща | жіноча боротьба, до 72 кг | 16    |
| Чемпіонат світу з боротьби 2011 | Польща | жіноча боротьба, до 72 кг | 30    |
| Чемпіонат світу з боротьби 2014 | Польща | жіноча боротьба, до 69 кг | 10    |
| Чемпіонат світу з боротьби 2015 | Польща | жіноча боротьба, до 69 кг | 15    |
| Чемпіонат світу з боротьби 2018 | Польща | жіноча боротьба, до 72 кг | 17    |
| Чемпіонат світу з боротьби 2019 | Польща | жіноча боротьба, до 68 кг | 8     |

### Виступи на Чемпіонатах Європи
| Змагання                         | Збірна | Вагова категорія          | Місце  |
| -------------------------------- | ------ | ------------------------- | ------ |
| Чемпіонат Європи з боротьби 2005 | Польща | жіноча боротьба, до 72 кг | 7      |
| Чемпіонат Європи з боротьби 2006 | Польща | жіноча боротьба, до 67 кг | Бронза |
| Чемпіонат Європи з боротьби 2007 | Польща | жіноча боротьба, до 72 кг | Бронза |
| Чемпіонат Європи з боротьби 2008 | Польща | жіноча боротьба, до 72 кг | 13     |
| Чемпіонат Європи з боротьби 2009 | Польща | жіноча боротьба, до 72 кг | Бронза |
| Чемпіонат Європи з боротьби 2011 | Польща | жіноча боротьба, до 72 кг | Бронза |
| Чемпіонат Європи з боротьби 2013 | Польща | жіноча боротьба, до 72 кг | 5      |
| Чемпіонат Європи з боротьби 2018 | Польща | жіноча боротьба, до 72 кг | 8      |
| Чемпіонат Європи з боротьби 2019 | Польща | жіноча боротьба, до 68 кг | 10     |
| Чемпіонат Європи з боротьби 2020 | Польща | жіноча боротьба, до 68 кг | 11     |
| Чемпіонат Європи з боротьби 2021 | Польща | жіноча боротьба, до 72 кг | 8      |

### Виступи на Європейських іграх
| Змагання              | Збірна | Вагова категорія          | Місце |
| --------------------- | ------ | ------------------------- | ----- |
| Європейські ігри 2015 | Польща | жіноча боротьба, до 69 кг | 8     |
| Європейські ігри 2019 | Польща | жіноча боротьба, до 68 кг | 8     |

### Виступи на Кубках світу
| Змагання                    | Збірна | Вагова категорія          | Місце |
| --------------------------- | ------ | ------------------------- | ----- |
| Кубок світу з боротьби 2015 | Польща | жіноча боротьба, до 69 кг | 7     |

### Виступи на Чемпіонатах світу серед військовослужбовців
| Змагання                                                  | Збірна | Вагова категорія          | Місце  |
| --------------------------------------------------------- | ------ | ------------------------- | ------ |
| Чемпіонат світу з боротьби серед військовослужбовців 2010 | Польща | жіноча боротьба, до 72 кг | Бронза |
| Чемпіонат світу з боротьби серед військовослужбовців 2014 | Польща | жіноча боротьба, до 69 кг | Бронза |
| Чемпіонат світу з боротьби серед військовослужбовців 2016 | Польща | жіноча боротьба, до 69 кг | Золото |

### Виступи на Всесвітніх іграх військовослужбовців
| Змагання                                | Збірна | Вагова категорія          | Місце  |
| --------------------------------------- | ------ | ------------------------- | ------ |
| Всесвітні ігри військовослужбовців 2019 | Польща | жіноча боротьба, до 68 кг | Срібло |

### Виступи на Чемпіонатах світу серед студентів
| Змагання                                        | Збірна | Вагова категорія          | Місце  |
| ----------------------------------------------- | ------ | ------------------------- | ------ |
| Чемпіонат світу з боротьби серед студентів 2004 | Польща | жіноча боротьба, до 72 кг | Срібло |
| Чемпіонат світу з боротьби серед студентів 2005 | Польща | жіноча боротьба, до 72 кг | Бронза |
| Чемпіонат світу з боротьби серед студентів 2010 | Польща | жіноча боротьба, до 72 кг | 5      |

### Виступи на інших змаганнях
| Змагання                                                        | Збірна | Вагова категорія          | Місце  |
| --------------------------------------------------------------- | ------ | ------------------------- | ------ |
| Austrian Ladies Open 2003                                       | Польща | жіноча боротьба, до 67 кг | 5      |
| Тестовий турнір FILA 2004                                       | Польща | жіноча боротьба, до 67 кг | 4      |
| Austrian Ladies Open 2004                                       | Польща | жіноча боротьба, до 72 кг | 5      |
| Austrian Ladies Open 2005                                       | Польща | жіноча боротьба, до 72 кг | Бронза |
| Klippan Lady Open 2006                                          | Польща | жіноча боротьба, до 72 кг | 9      |
| Klippan Lady Open 2007                                          | Польща | жіноча боротьба, до 72 кг | 5      |
| Austrian Ladies Open 2007                                       | Польща | жіноча боротьба, до 72 кг | 8      |
| Klippan Lady Open 2008                                          | Польща | жіноча боротьба, до 72 кг | Бронза |
| Олімпійський кваліфікаційний турнір з боротьби 2008 (Едмонтон)  | Польща | жіноча боротьба, до 72 кг | Золото |
| Міжнародний меморіал Дейва Шульца 2009                          | Польща | жіноча боротьба, до 72 кг | Срібло |
| Klippan Lady Open 2009                                          | Польща | жіноча боротьба, до 72 кг | 5      |
| Austrian Ladies Open 2010                                       | Польща | жіноча боротьба, до 72 кг | 9      |
| Міжнародний меморіал Дейва Шульца 2011                          | Польща | жіноча боротьба, до 72 кг | 6      |
| Гран-прі Туркуена з боротьби 2011                               | Польща | жіноча боротьба, до 72 кг | 5      |
| Klippan Lady Open 2011                                          | Польща | жіноча боротьба, до 72 кг | Бронза |
| Гран-прі Німеччини з боротьби 2011                              | Польща | жіноча боротьба, до 72 кг | Бронза |
| Гран-прі Іспанії з боротьби 2011                                | Польща | жіноча боротьба, до 72 кг | Золото |
| Золотий Гран-прі з боротьби 2012 (Кліппан )                     | Польща | жіноча боротьба, до 72 кг | 7      |
| Олімпійський кваліфікаційний турнір з боротьби 2012 (Софія)     | Польща | жіноча боротьба, до 72 кг | Бронза |
| Олімпійський кваліфікаційний турнір з боротьби 2012 (Тайюань)   | Польща | жіноча боротьба, до 72 кг | 10     |
| Олімпійський кваліфікаційний турнір з боротьби 2012 (Гельсінкі) | Польща | жіноча боротьба, до 72 кг | 17     |
| Відкритий чемпіонат Польщі з боротьби 2012                      | Польща | жіноча боротьба, до 72 кг | 5      |
| Гран-прі Іспанії з боротьби 2012                                | Польща | жіноча боротьба, до 72 кг | 9      |
| Золотий Гран-прі з боротьби 2012 (Баку)                         | Польща | жіноча боротьба, до 72 кг | Бронза |
| Вогні Москви 2012                                               | Польща | жіноча боротьба, до 72 кг | 4      |
| Flatz Open 2013                                                 | Польща | жіноча боротьба, до 72 кг | Золото |
| Київський Міжнародний турнір з боротьби 2013                    | Польща | жіноча боротьба, до 72 кг | Срібло |
| Гран-прі Німеччини з боротьби 2014                              | Польща | жіноча боротьба, до 69 кг | 7      |
| Гран-прі Іспанії з боротьби 2014                                | Польща | жіноча боротьба, до 67 кг | Бронза |
| Гран-прі Парижа з боротьби 2015                                 | Польща | жіноча боротьба, до 69 кг | 5      |
| Klippan Lady Open 2015                                          | Польща | жіноча боротьба, до 69 кг | 10     |
| Відкритий чемпіонат Монголії з боротьби 2015                    | Польща | жіноча боротьба, до 69 кг | Бронза |
| Гран-прі Іспанії з боротьби 2015                                | Польща | жіноча боротьба, до 69 кг | 7      |
| Відкритий чемпіонат Польщі з боротьби 2015                      | Польща | жіноча боротьба, до 69 кг | Срібло |
| Кубок Алроси 2015                                               | Польща | жіноча боротьба, до 69 кг | Бронза |
| Henri Deglane Challenge 2015                                    | Польща | жіноча боротьба, до 69 кг | Бронза |
| Гран-прі Парижа з боротьби 2016                                 | Польща | жіноча боротьба, до 69 кг | Срібло |
| Klippan Lady Open 2016                                          | Польща | жіноча боротьба, до 69 кг | Бронза |
| Олімпійський кваліфікаційний турнір з боротьби 2016 (Зренянин)  | Польща | жіноча боротьба, до 69 кг | Золото |
| Відкритий чемпіонат Польщі з боротьби 2016                      | Польща | жіноча боротьба, до 69 кг | 5      |
| Гран-прі Іспанії з боротьби 2016                                | Польща | жіноча боротьба, до 69 кг | 5      |
| Київський Міжнародний турнір з боротьби 2018                    | Польща | жіноча боротьба, до 72 кг | Срібло |
| Турнір Дана Колова — Николи Петрова 2018                        | Польща | жіноча боротьба, до 72 кг | Золото |
| Гран-прі Іспанії з боротьби 2018                                | Польща | жіноча боротьба, до 72 кг | Срібло |
| Відкритий чемпіонат Польщі з боротьби 2018                      | Польща | жіноча боротьба, до 72 кг | Золото |
| Меморіал Іона Корнеану і Ладислава Сімона 2018                  | Польща | жіноча боротьба, до 72 кг | Золото |
| Klippan Lady Open 2019                                          | Польща | жіноча боротьба, до 68 кг | Бронза |
| Турнір Дана Колова — Николи Петрова 2019                        | Польща | жіноча боротьба, до 68 кг | 5      |
| Гран-прі Іспанії з боротьби 2019                                | Польща | жіноча боротьба, до 68 кг | Срібло |
| Відкритий чемпіонат Польщі з боротьби 2019                      | Польща | жіноча боротьба, до 68 кг | 9      |
| Чемпіонат Польщі з боротьби 2020                                | Польща | жіноча боротьба, до 68 кг | Золото |
| Відкритий чемпіонат Польщі з боротьби 2020                      | Польща | жіноча боротьба, до 68 кг | Срібло |
| Київський Міжнародний турнір з боротьби 2021                    | Польща | жіноча боротьба, до 68 кг | 8      |
| Олімпійський кваліфікаційний турнір з боротьби 2020 (Будапешт)  | Польща | жіноча боротьба, до 68 кг | 14     |